# Evin Demir
Evin Demir (ur. 16 lutego 2001 w Stambule) – turecka lekkoatletka specjalizująca się w chodzie sportowym, olimpijka.

## Przebieg kariery
W 2018 uczestniczyła w letnich igrzyskach olimpijskich młodzieży w Buenos Aires, gdzie startowała w konkurencji chodu na 5000 m i zajęła w tabeli wyników 6. pozycję. W 2019 sięgnęła po srebrny medal mistrzostw Europy juniorów w Borås, w konkurencji chodu na 10 000 m.
W 2021 wzięła udział w igrzyskach olimpijskich w Tokio. W ich ramach wystąpiła w konkurencji chodu na 20 km i z rezultatem czasowym 1:39:55 zajęła 41. pozycję w klasyfikacji.

## Rekordy życiowe
- chód na 5000 m – 22:46,89 (29 sierpnia 2020, Bursa)
- chód na 5 km – 22:36+ (16 maja 2021, Podiebrady)
- chód na 10 000 m – 44:43,85 (5 września 2020, Stambuł)
- chód na 10 km – 45:29+ (16 maja 2021, Podiebrady)
- chód na 20 km – 1:32:14 (6 marca 2021, Antalya)

Halowe
- chód na 3000 m – 13:00,31 (11 stycznia 2020, Stambuł)
- chód na 5000 m – 22:39,71 (25 lutego 2020, Mińsk)

Źródło: 